# Археология Азербайджана

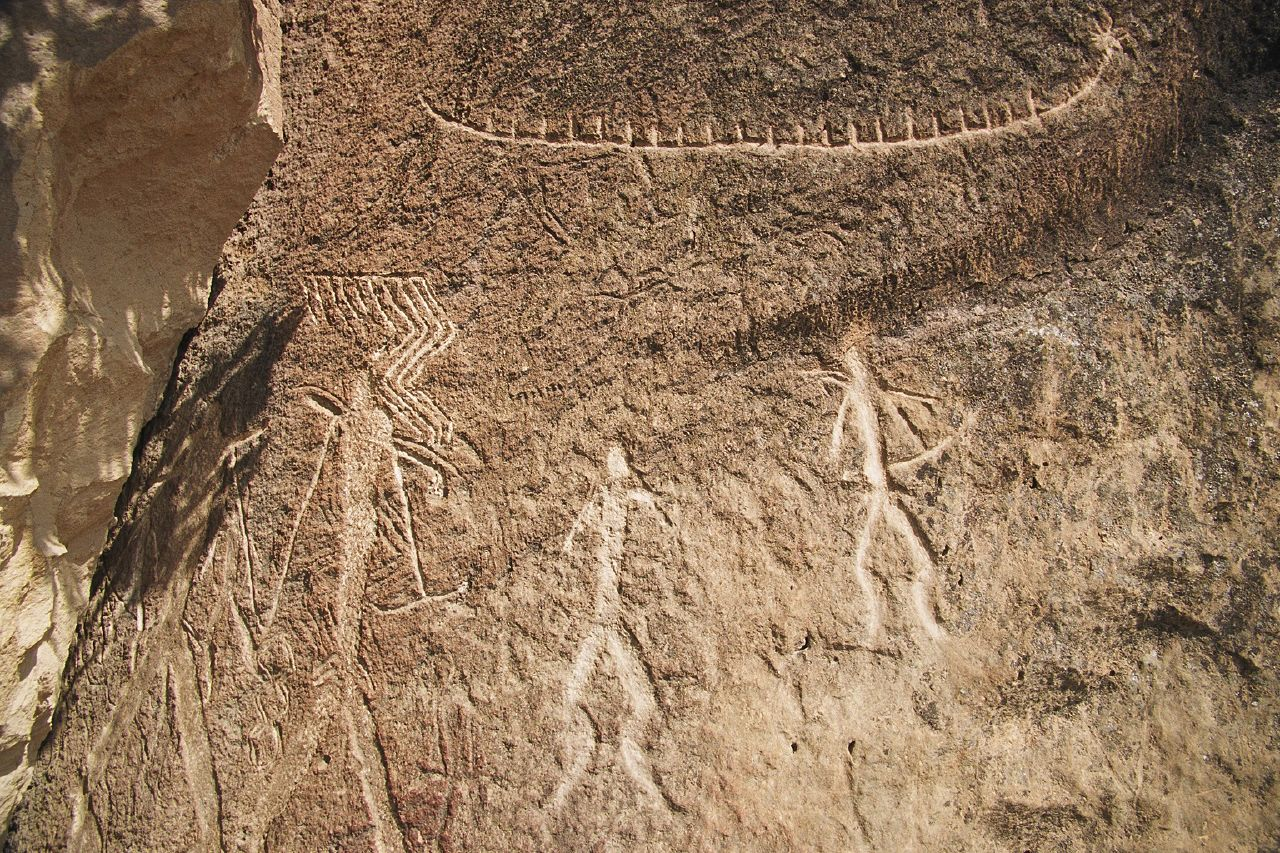
Наскальные рисунки в Гобустане. Мезолит.

Археология Азербайджана (азерб. Azərbaycan Arxeologiyasi) — совокупность археологических исследований и находок на территории современного Азербайджана. На сегодняшний день на территории современного Азербайджана обнаружены многочисленные памятники доисторической эпохи и первобытной культуры, бронзового и железного века, античности и средневековья.

## Каменный век

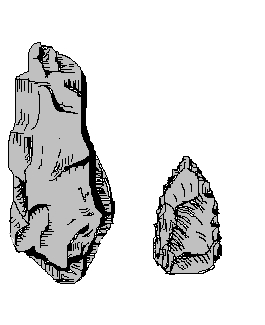
Орудия труда, найденные в Азыхской пещере

Древнейшие люди обитали на территории современного Азербайджана предположительно в эпоху эоплейстоцена, и относимы к ашельской культуре. После VI тысячелетия до н. э., в эпоху энеолита, начинается эпоха массового заселения территории современного Азербайджана.
Стоянки древних людей найдены в Карабахе, Газахе и Нахичевани. В Карабахе ценные находки выявлены в пещерах Азых, Таглар и Зар. В Газахском районе в пещерах Дашсалахлы и Дамджылы, а также на стоянках Шишгюзей, Кекилли обнаружены орудия труда и другие материальные остатки. Стоянки людей каменного века выявлены также в Талышской зоне (см. статьи про Алларскую и Бузеирскую пещеры).
Материалы из камня впервые были обнаружены во время археологической экспедиции под руководством Мамедали Гусейнова в ущелье Шорсу, расположенном вблизи деревни Гыраг Касаман Газахского района.

### Нижний палеолит

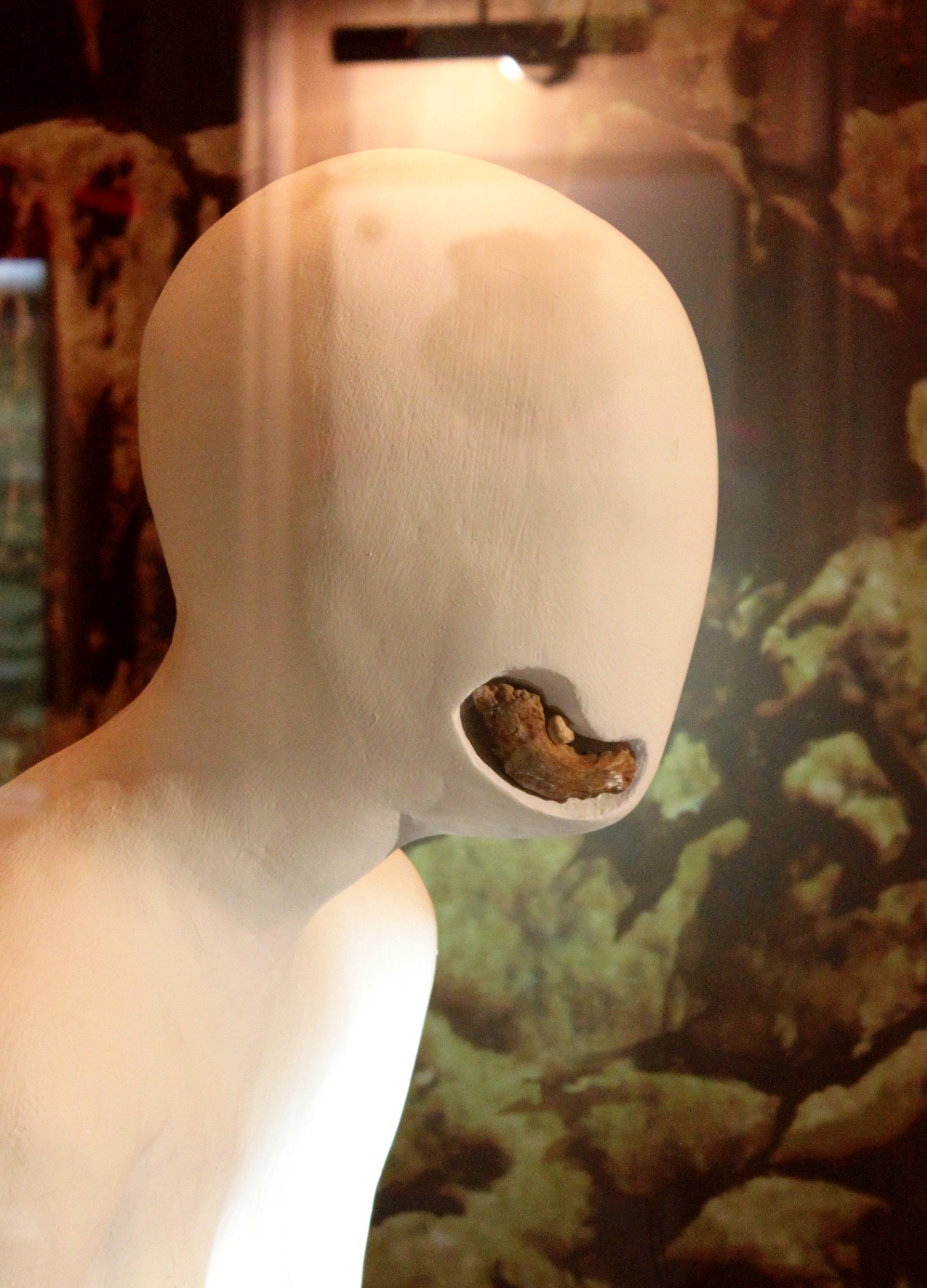
Челюсть азыхантропа, обнаруженная в Азыхской пещере. Хранится в Музее истории Азербайджана

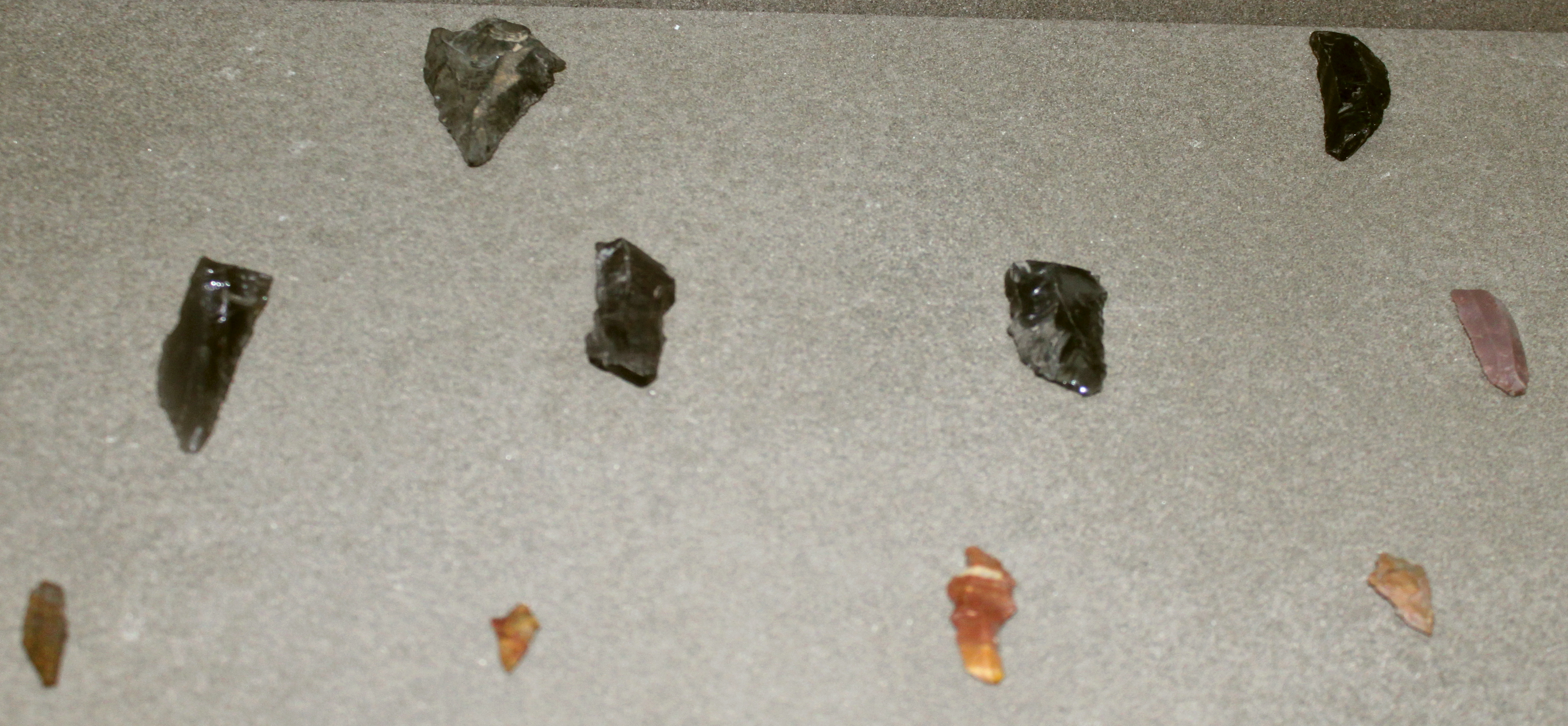
Орудия труда эпохи палеолита, обнаруженные в Казахском районе. Музей истории Азербайджана

Местонахождение Северный берег Шамкирского водохранилища относится к междуречью рек Куры и Габырры (Иори). В апшеронских отложениях найдены 36 фрагментов костей, среди них: южный слон (Archidiskodon meridionales), лошадь Стенона (Equus stenonis), кабалоидная лошадь (Equus caballus) и три каменных раннепалеолитических орудия.
Ашельский памятник Гараджа датируется возрастом от более 1 млн—800 тыс. лет назад до 500 тыс. лет назад. Найдено семь костей южного слона, обитавшего на территории Евразии от 2—0,7 млн лет назад, пять каменных раннепалеолитических орудий (чопперы и т. д.).
В 1960 году азербайджанским археологом Мамедали Гусейновым была обнаружена палеолитическая стоянка в Азыхской пещере, в ущелье Гуручай. Её исследования сыграли большую роль для изучения жизни людей того времени. Здесь, в нижних горизонтах культурного напластования пещеры выявлены каменные орудия первобытных людей. Это были очень грубые орудия, которыми древний человек мог резать, рубить и выполнять другие работы. Люди наряду с охотой на оленей, туров, козлов и пещерных медведей занимались также и собирательством. Они жили в виде мелких групп, образованных в результате природной необходимости. В Азыхской пещере найдены также следы костров, а также камни, которые расположены вокруг зольного пятна, что объясняется учёными как ранняя форма очага, возраста 600—700 тыс. лет.
Во время исследований в Азыхской пещере в 1968 году была найдена нижняя челюсть человека (молодой девушки) пренеандертальца — азыхантропа. На некоторых черепах медведей, найденных в специально сконструированных скрытых помещениях в Азыхской пещере, были нацарапаны особые знаки. Скорее всего это было связано с религиозными обрядами и тотемическими представлениями. В конце нижнего палеолита изготавливались орудия труда из кремня и базальтовой породы, а также из обсидиана.
Найденные в 1974 году в результате археологических раскопок орудия труда периода нижнего палеолита составили основу так называемой «куручайской культуры», имевшей схожие черты с олдувайской культурой. Особое место среди находок занимают орудия труда из кварца, халцедона, базальта и др., обнаруженные на территории нынешнего Казахского района и относящиеся ко второй стадии «куручайской культуры» – Ашелю.

### Средний палеолит
Период мустье на территории нынешнего Азербайджана начался приблизительно 100 тыс. лет назад и продолжался до 40 тыс. лет до н. э. В этот период люди-неандертальцы начали осваивать всё новые земли (включая южный склон Малого Кавказа). Мустьерская пещерная стоянка Газма находится на территории Нахичеванской Автономной Республики. Основными занятиями древних людей по-прежнему являлись охота и собирательство. Впервые появляются представления о загробной жизни, а также тотемические представления, вера в магию, силы природы. В этот и в последующий период завершается формирование современного человека и человеческое стадо постепенно заменяется племенной общиной.
На территории Карабахского (пещеры Азых, Таглар и Зар), Газахского (пещера Дамджылы) и Нахичеванского (пещера Газма) районов было обнаружено более 2000 остроконечных орудий из камня и костей животных периода среднего палеолита.

### Верхний палеолит. Возникновение племенной общины

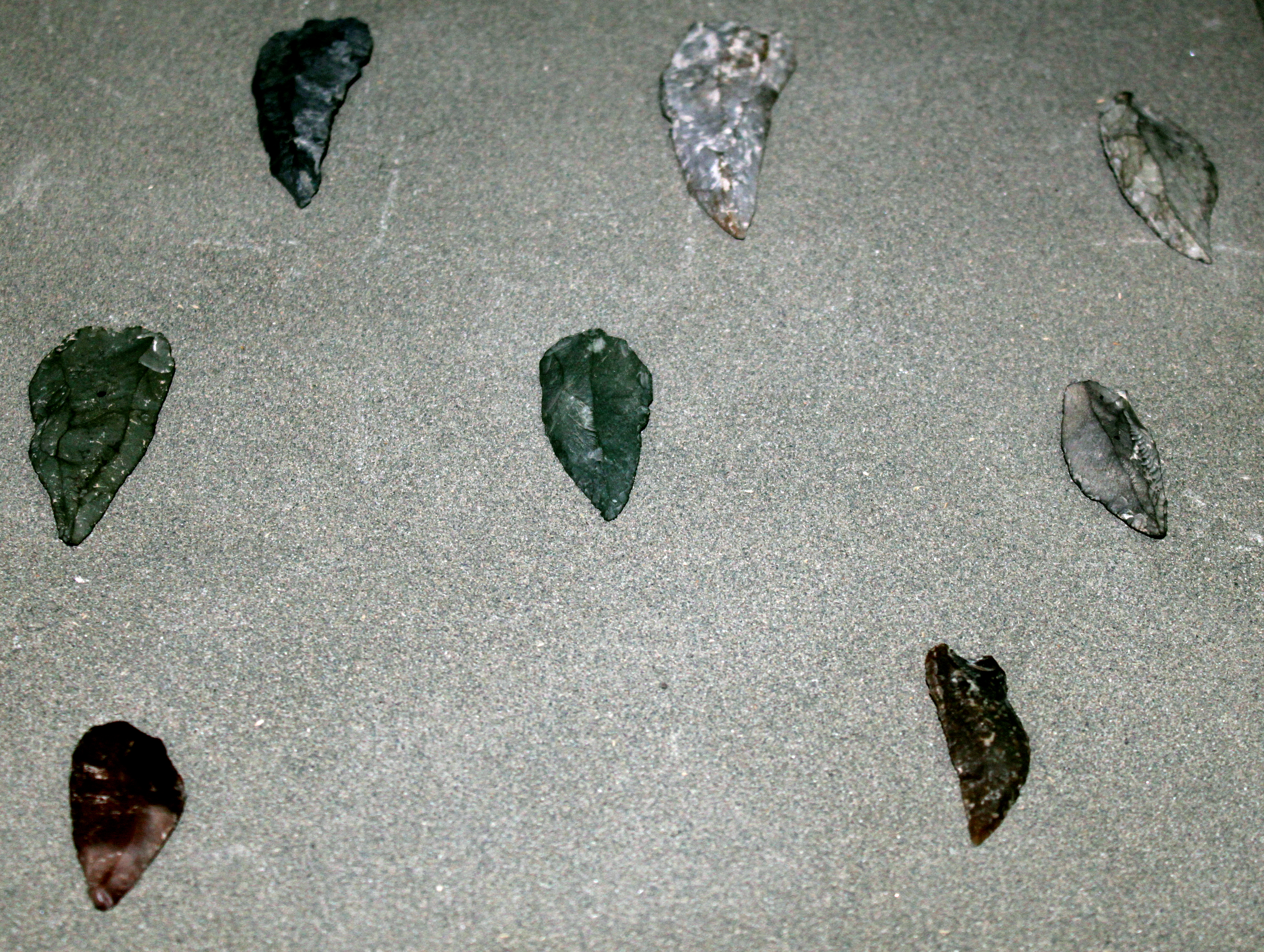
Находки из пещеры Дамджылы. Музей истории Азербайджана

Материальные останки данного периода, начавшегося 40 тыс. лет назад и продолжавшейся до XII тысячелетия до н. э., обнаружены в пещерах Таглар (неподалёку от Азыхской), Дамджылы и Зар, а также на стоянке «Ятаг ери» в Казахском районе. Среди орудий труда встречаются скребла, проколки, орудия с зазубренными краями и треугольной формы. В этот период завершилось формирование человека разумного (лат. Homo sapiens).
Основу человеческого общества составляла кровнородственная общность людей — родоплеменное общество. Люди объединялись на базе кровного родства по материнской линии, так как ведущую роль в жизни племени играли женщины. Они занимались воспитанием детей, сбором плодов, растений, поддерживали огонь, готовили пищу. Поэтому этот период в истории назван матриархатом.

### Мезолит

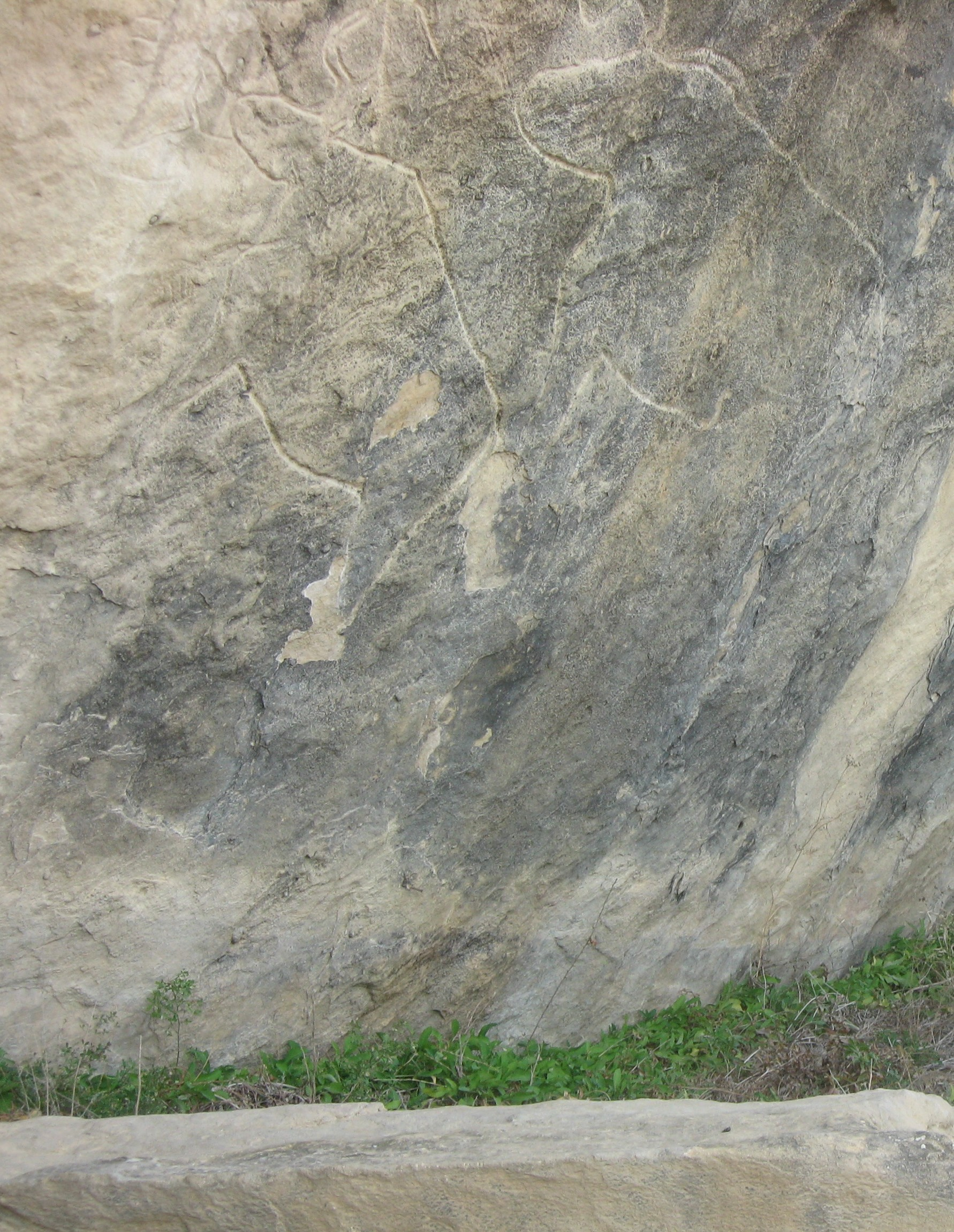
Изображения быков в Гобустане (одомашненный слева и дикий справа

12 тыс. лет назад наступил мезолит, который завершился 8 тыс. лет назад. В это время появились новые орудия труда, включая лук и стрелы. Люди в этот период начинают одомашнивать животных, заложив основу первобытного скотоводства. Также появились зачатки земледельческих навыков. Быт и хозяйственная жизнь людей изучена на основе памятников, выявленных в Гобустане. Здесь в стоянках под названиями «Быки», «Ана зага», «Фируз» выявлены орудия труда, изготовленные из кремня и костей животных. Из костей создавали шило, наконечники стрел, орудия используемые в рыболовстве и в других сферах хозяйственной жизни. В пещере Дамджылы в Казахском районе найдены маленькие наконечники стрел, отшлифованные зубчатые пластинки и др.
О первобытном искусстве в эпоху мезолита в Азербайджане свидетельствуют сохранившиеся на скалах в Гобустане изображения, отражающие магические, тотемические представления древних людей, их религиозные обряды, сцены охоты на различных диких животных и т. д. Здесь изображены мужчины и женщины, сцены рыболовства, различные дикие животные.
Также можно встретить изображения скачущих на лошадях охотников, одинокую богатырскую фигуру жнеца с серпом, хороводы пляшущих человеческих фигур, напоминающие народный танец «яллы», лодок с гребцами и солярные знаки.
В здании мугам-центра в Баку находится «гавал чалан даш» — оригинальный каменный бубен, привезённый из Гобустанского заповедника, благодаря которому постукиванием по установленной плашмя огромной плите можно извлекать ритмически чёткие мотивы, которыми сопровождались ритуальные пляски и обряды.
Об обрядах свидетельствуют углубления в каменных глыбах, служившие для стока крови жертвенных животных. О верованиях людей в загробную жизнь в эпоху мезолита свидетельствуют обнаруженное на стоянке «Фируз» погребение. Благодаря этой находке удалось установить, что при погребении умерших, рядом с трупом укладывали различные предметы быта.

### Неолит
В этот период, начинающийся в VII тысячелетии до н. э. наблюдается становление и развитие производящего хозяйства. Ведущее место в хозяйственной жизни людей, которые уже вели оседлый образ жизни занимали земледелие и скотоводство, производство керамических изделий и ткачество. В памятниках неолита в окрестностях Гянджи (Гилликдаг), в Гобустане найдены каменные мотыги, вкладыши серпов, молоты, топоры и различные пластинчатые орудия труда. Вблизи Гянджи найдены кремнёвые ножевые пластинки и скребки, изготовленные из обсидиана.
Материальные и культурные образцы периода неолита были найдены в пещере Дамджылы, Гобустане, поселении Кюльтепе (Нахичевань), Шомутепе, Тойретепе, Гаджи Элемханлы Тепе и других населенных пунктах. Гёйтепе - это неолитический археологический памятник, связанный с культурой Шомутепе и являющийся крупнейшим поселением раннего периода неолита на Южном Кавказе. Образцы керамики были обнаружены в Гобустане и Кюльтепе I.

## Медный век (энеолит)
Период энеолита начался в VI тысячелетии до н. э. и длился до IV тысячелетия до н. э. Начинается изготовление орудий из меди. Однако продолжали доминировать каменные орудия труда. Население увеличивалось и люди заселяли более обширную территорию. Археологами зафиксированы и изучены поселения этого периода в Гянджа-Газахской (Шомутепе, Баба-Дервиш, Гаргалартепеси), Миль-Карабахской (Чалагантепе, Лейлатепе) зонах, в Муганской степи (Аликомектепе), в Нахичевани (Кюльтепе). Шулавери-шомутепинская культура указанного периода существовала на территории восточной Грузии и западного Азербайджана.
Поселения людей были основаны на берегах рек, удобных для земледелия и скотоводства. Стены жилых помещений изготовляли из сырцового кирпича, полы покрывали циновками. В середине помещения или у стены помещался очаг. В это время землю вспахивали мотыгой. Хлеб жали серпами со вставными каменными зубчатыми вкладышами-резцами. Запасы зерна хранили в глиняных кувшинах, ямах или в специальных хранилищах. Земледельческие орудия труда и остатки зерна (ячменя и пшеницы) выявлены в памятниках Тойрертепе, Гаргалартепеси, Аликомектепе. Разводили также как мелкий так и крупный рогатый скот. В IV тысячелетии до н. э., согласно выявленным при раскопках на поселении Аликомектепе в Джалилабадском районе костям прирученных лошадей, вероятно началось одомашнивание лошади. В поселениях энеолитического времени попадаются, хотя и редко, медные изделия. В Лейлатепе, например, обнаружены следы литейного дела.
В середине XX века энеолитической экспедицией были проведены раскопки на поселениях Иланлытепе и Рустепеси. В некоторых случаях полы помещений, исследованных в Иланлытепе, покрыты охрой красно-бордового оттенка, что было зафиксировано впервые в памятниках энеолитического периода, обнаруженных в Азербайджане. Среди керамики из Илантепе встречаются сосуды, покрытые ямками круглой или овальной формы, подобные которым найдены в поселении Далматепе в Иранском Азербайджане. При раскопках на поселение Рустепеси были обнаружены предметы из кости, а также керамика, из глины с примесью соломы, иногда окрашенная краской вишнёвого цвета.

Выставленные в Музее истории Азербайджана археологические находки эпохи энеолита
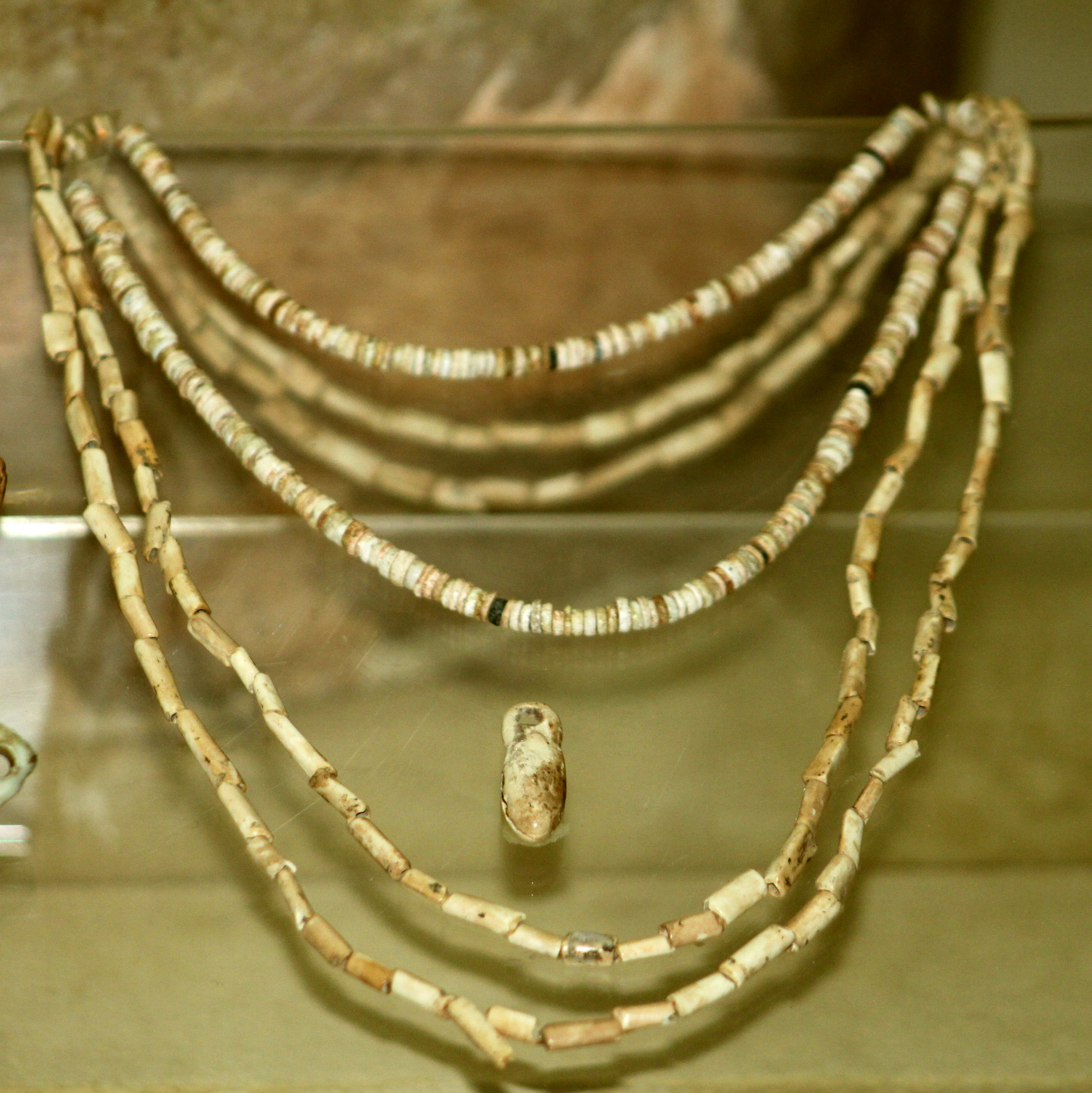
Костяные бусы и Гаргалартепеси (Акстафинский район)
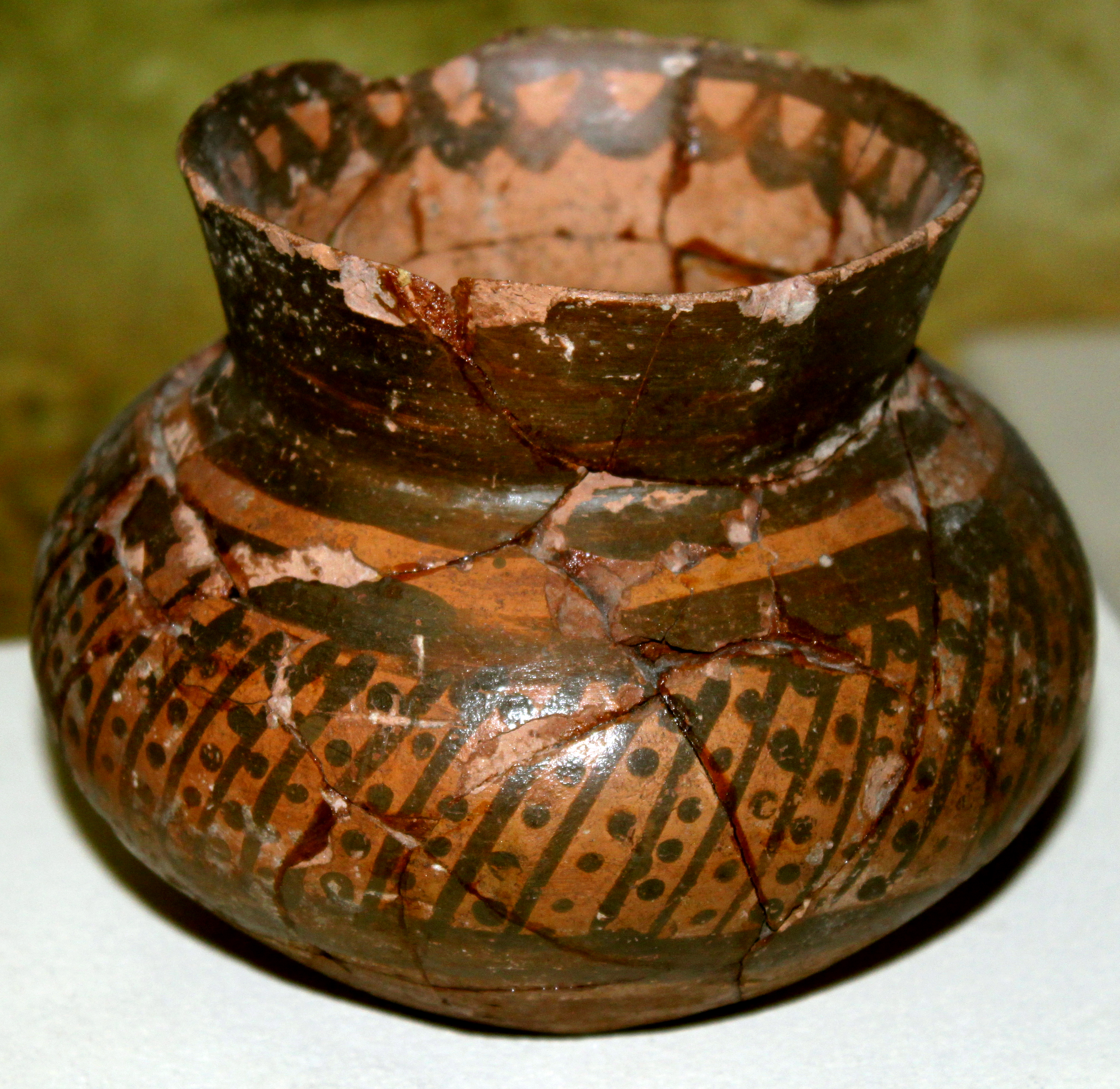
Раскрашенная посуда из Кюльтепе I (Нахичевань)
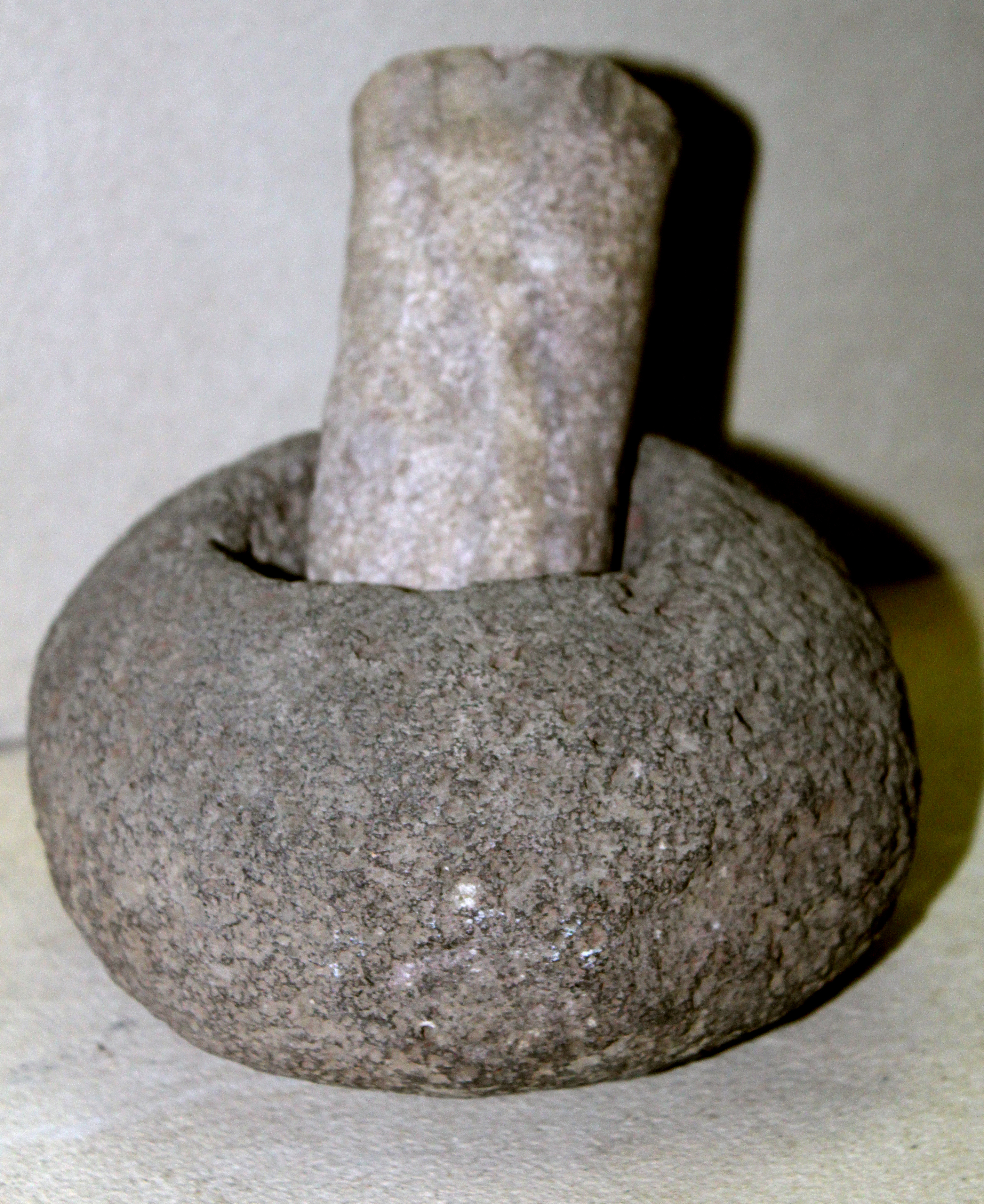
Каменная ступа из Кюльтепе I
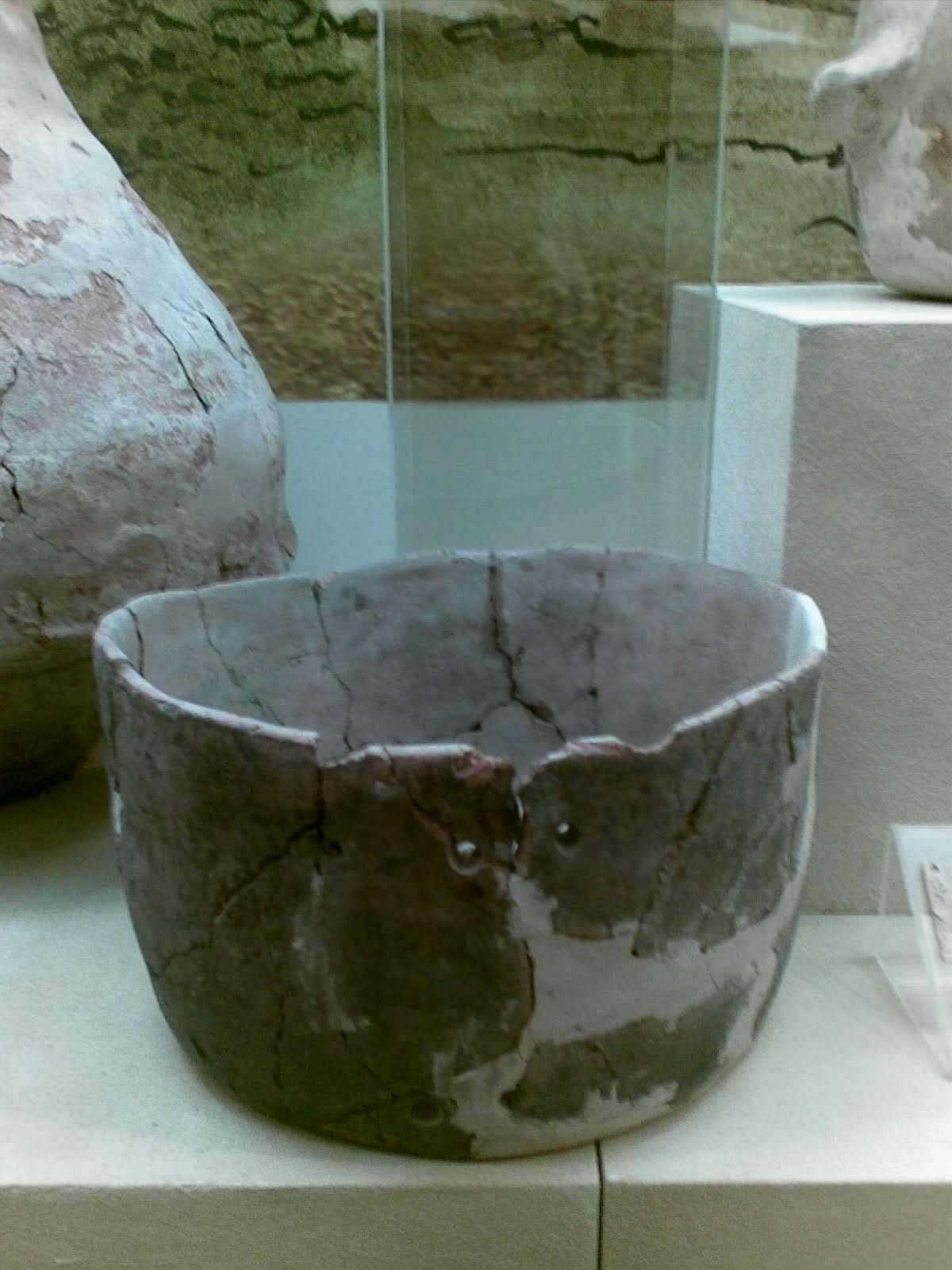
Глиняная посуда из Аликомектепе (Джалилабадский район)

## Бронзовый век

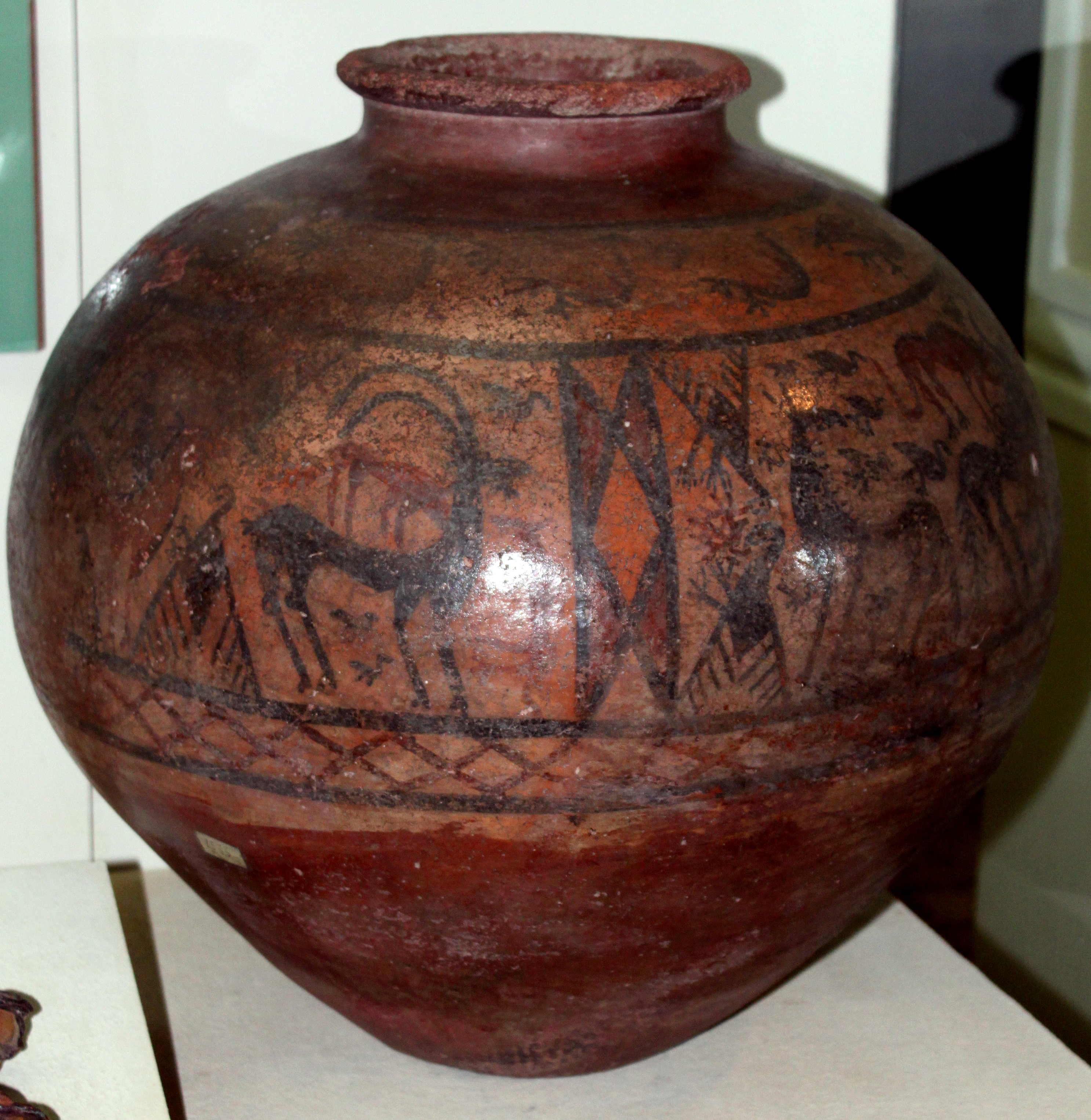
Сосуд из Шахтахты. Нахичеванская культура. Середина II тысячелетия до. н. э. Музей истории Азербайджана

Период энеолита в конце IV тысячелетия до. н. э. заменил бронзовый век и продолжался на территории современного Азербайджана до II тысячелетия до. н. э. Наличие медных месторождений в Азербайджане способствовало появлению и развитию металлообработки, однако орудия из меди были непрочными и быстро портились. Позже путём прибавления в состав меди олова люди начали получать бронзу — более качественный для употребления металл. В это время матриархат заменился патриархатом, происходило имущественное и социальное неравенство, возникли новые отрасли хозяйства, а также на территории Азербайджана образовались крупные племена и племенные союзы. Этапы, через которые прошёл бронзовый век в Азербайджане, археологи именуют ранним, средним и поздним этапом эпохи бронзы.

### Период ранней бронзы
Ранний этап бронзового века охватывает вторую половину IV—III тысячелетия до н. э. В Азербайджане этот период известен и как период Кура-араксской культуры, так как памятники этой эпохи на территории Азербайджана впервые были обнаружены в Кура-Аракской низменности. Памятники этого периода изучены и в других регионах Азербайджана и представлены поселениями и курганами, погребальными памятниками.
Жизнь местного населения этой эпохи позволяет изучить памятники в Ханкенди, Хачынчае, Борсунлу, Гёйтепе, Джуттепе, Гаракопектепе в Карабахе, Кюльтепе II в Нахичеване, Серкертепе в Хачмазе, Баба-Дервиш в Газахе, Османбозу в Шамкире, Кюдюрлу в Шеки и др. В этот период были заселены горные и предгорные местности. В некоторых случаях поселения с целью защиты от врагов окружали оборонительными стенами, которые выявлены вокруг поселения Гаракопектепе в Физулинском районе. В некоторых поселениях, таких как например Серкертепе, выявлены остатки культовых сооружений. В Серкертепе у стены здания сохранился алтарь для поклонений. В поселении Баба-Дервиш также выявлены подобные сооружения.
В этот период мотыжное земледелие заменилось плужным, в скотоводстве начали широко использовать лошадей, в связи с чем возникло так называемое отгонное скотоводство. Среди скотоводческого населения этого периода происходит уже имущественное расслоение. В кургане Учтепе (вторая половина III тысячелетия до н. э.) в Мильской степи выявлено захоронение богатого племенного вождя.
Также к этому периоду относится Лейлатепинская археологическая культура эпохи энеолита (охватившая южные склоны Центрального Кавказа) датируемая 4350-4000 гг. до н.э.

### Период средней бронзы
Период средней бронзы охватывает конец третьего и начало второго тысячелетий до н. э. Данный период характеризуется культурой «расписной глиняной посуды», или «расписной керамики».
Появились крупные поселения, что привело к возникновению связей между различными племенными объединениями, впоследствии превратившиеся в этнокультурные общности. На возвышенностях строились циклопические сооружения.
Усилилось социальное и имущественное неравенство среди слоёв населения.
Широкое развитие получило виноградарство и виноделие (находки в Узерликтепе (Агдамский район) и Нахичевани). В результате второго разделения труда, ремесло отделилось от других производственных областей.
Появились первые городские центры, были заложены основы города Нахичевань.

### Период поздней бронзы-раннего железа
- см. - Муганская культура
- см. - Ялойлутепинская культура

На территории современного Азербайджана поздний бронзовый век и Железный век охватывали 15-е и 7-е (16-8 вв.) века. Данный период характеризуется Ходжалы-Гедабекской, Нахичеванской и Талыш-Муганской археологическими культурами.
На территории Нахичевани, Карабаха, Ленкорани, Гянджи, Шеки и других областей были обнаружены курганы, драгоценные камни, кинжалы с геометрическими узорами и т. д.
Увеличивалась численность населения, строились постоянные и временные укрепления. Применялись коллективные и индивидуальные захоронения.
На территории Гобустана были обнаружены наскальные изображения с чертежами кораблей, которые свидетельствовали о существовании морских торговых связей со странами Передней Азии и Ближнего Востока.
В 90-х годах XIX века на территории Азербайджана впервые были проведены археологические раскопки, в результате которых были выявлены курганы, датирующиеся периодом поздней бронзы.
Во время археологических раскопок Эмилем Реслером в могильном ящике из камня в Ходжалы был обнаружен ряд предметов: скелет пожилого человека, бронзовая фигурка птицы, нож, 2 кольца, золотая бусина, а также бусина из агата. На бусине, изготовленной из агата было упомянуто имя ассирийского правителя Адад-нирари. Это, в свою очередь, свидетельствовало об установлении культурных и экономических связей с другими странами.